# Léon Piettre
Pour les articles homonymes, voir Piettre.
Léon Piettre est un homme politique français né le 2 octobre 1841 à Caudry (Nord) et décédé le 20 octobre 1911 à Paris.
Médecin, il est maire de Saint-Maur-des-Fossés et conseiller général et président conseil général de la Seine en 1899-1900. Il est sénateur de la Seine de 1900 à 1909, inscrit au groupe de la Gauche démocratique.

## Sources
- « Léon Piettre », dans le Dictionnaire des parlementaires français (1889-1940), sous la direction de Jean Jolly, PUF, 1960 [détail de l’édition]